# Séminaire de géométrie algébrique du Bois Marie
Das Séminaire de géométrie algébrique du Bois Marie (SGA) war ein einflussreiches mathematisches Seminar, in dem Alexander Grothendieck von Mai 1959 bis 1969 seine Theoriegebäude der Algebraischen Geometrie und arithmetischen Geometrie entwickelte und das am IHES stattfand (und anfangs bis 1962 noch in Paris bei der Fondation Thiers).
Der Name Bois Marie bezeichnet einen kleinen Wald in der Nähe des IHES in Bures-sur-Yvette, einem Pariser Vorort.
Aktive Teilnehmer am Seminar waren unter anderem Pierre Berthelot, Luc Illusie, Michael Artin, Jean-Louis Verdier, Michel Raynaud, Michèle Raynaud, Jacob Murre, Michel Demazure, Jean Giraud, Pierre Deligne, Pierre Gabriel, André Neron, Pierre Cartier, Pierre Samuel.

## Hauptteil
Die von Mitarbeitern und Grothendieck selbst ausgearbeiteten Vorlesungen des Seminars waren neben den Éléments de géométrie algébrique (EGA, 1960 bis 1967) und Grothendiecks Beiträgen im Séminaire Nicolas Bourbaki (FGA, Fondaments de la Géométrie Algebrique, und anderes), die Hauptquelle, aus der die meisten Mathematiker die moderne algebraische und arithmetischen Geometrie (sowie neuer Konzepte in homologischer Algebra und Topologie wie der Topos-Theorie) nach der Schule von Grothendieck (der heutige Standardzugang) mit der kategorientheoretischen Grundlegung der Mathematik, dem zentralen Konzept der Garbe und des Schemas (beide nicht ursprünglich von Grothendieck, aber von diesem aufgegriffen und weiterentwickelt) und den verschiedenen dabei eingeführten Kohomologie-Konzepten erlernten (Ètale-Kohomologie, Kristalline Kohomologie). Grothendieck entwickelte in dieser Zeit auch die ersten Anfänge der Theorie der Motive als hypothetische dahinterliegende vereinigende Kohomologie-Theorie, in den SGA wird dies aber nicht behandelt.
Das Seminar machte das IHES in den 1960er Jahren unter Grothendieck zu einem weltweiten Hauptzentrum der Mathematik. Vorbild war das berühmte Seminar von Henri Cartan in Paris, an dem Grothendieck ab 1949 bis zu seinem Weggang nach Nancy teilnahm. Wie in seinem eigenen späteren Seminar war es ein Forschungsseminar, in dem ein bestimmtes Thema während eines Jahres verfolgt wurde und die Vorträge niedergeschrieben und veröffentlicht wurden. Viele junge Mathematiker aus Paris (und schon etablierte Mathematiker wie Grothendiecks Freund Jean-Pierre Serre, Pierre Cartier, Claude Chevalley, Pierre Samuel, Georges Poitou und Jean Dieudonné) wurden dorthin gezogen. Oft ergaben sich ihre Dissertationen aus der Seminarmitarbeit. Die Promotionen erfolgten formal an einer der Pariser Universitäten, da das IHES als privates Institut keine Abschlüsse vergeben konnte. Es wurde auch von ausländischen Mathematikern wie Michael Artin, Hyman Bass, Barry Mazur (1962/63), David Mumford (Frühling 1968), Jacques Tits (ab 1965) und Deligne (ab Anfang 1965) aus Belgien, John T. Tate, Steven Kleiman, Daniel Quillen (1968/69), Marvin Jay Greenberg und Nicholas Katz (1968/69) besucht (mit anderen wie Robin Hartshorne interagierte er in den 1960er Jahren über Briefwechsel). Das Seminargebäude hatte große Sichtfenster und lag in einem waldartigen Park. Die Diskussionen waren sehr intensiv, wurden aber von Grothendieck sehr zielgerichtet geführt. Vorkenntnisse der Seminarteilnehmer wurden nicht unbedingt vorausgesetzt, da Grothendieck vielversprechende Studenten geduldig in die Materie einwies. Es störte ihn auch nicht, dass „dumme Fragen“ gestellt wurden, solange er Potential sah. Er gab einem solchen Studenten Teile der Seminarnoten zur Bearbeitung, ging sie danach gründlich und Zeile für Zeile sehr genau für sich durch (er verlangte das jeweils nur eine Seite beschrieben war mit großem Abstand, so dass er seine zahlreichen Korrekturen hineinschreiben konnte) und diskutierte das Ergebnis danach mit dem Bearbeiter bei einer oder mehreren Einladungen zu sich nach Hause. Die Kritikpunkte reichten von Kommasetzung und Wortwahl bis zu völliger Neubearbeitung einzelner Abschnitte. Zur Zeit von Illusie (1963 bis 1965) fand das Seminar dienstags ab 14.15 Uhr statt und dauerte anderthalb Stunden. Danach gab es Tee. Die meisten Vorträge waren von Grothendieck, der ein enormes Arbeitspensum auch außerhalb des Seminars absolvierte und seine Zeit sehr genau einteilte. Er ermunterte die Studenten Notizen zu machen, die er ab und zu einsammelte, und gab vorläufige Entwürfe für Vorträge heraus. Seine Vorlesungen wurden als sehr klar und strukturiert beschrieben, wobei er auch Details geduldig erläuterte. Mumford beschrieb seine Tafelschrift als die eleganteste, präziseste und schnellste, die er je in einer Vorlesung erlebt hatte.
EGA war mit dem erfahrenen Lehrbuchautor und Bourbakisten Jean Dieudonné – beide waren ab März 1959 am IHES – verfasst worden und als viel umfangreicheres Grundlagenprojekt geplant, blieben dann aber im vierten Kapitel stecken (nach 1800 Seiten). SGA behandelte dagegen die aktuelle Forschung des Seminars und kam am Ende auf über 6100 Druckseiten.
Die ersten Versionen wurden vom IHES während des Seminars herausgegeben und oft mehrfach überarbeitet. Bis auf den Band 2 erschienen alle danach in der Reihe Lecture Notes in Mathematics des Springer-Verlags.
Ein Grothendieck Projekt (Bas Edixhoven u. a.) machte sich ab den 1990er Jahren daran, die häufig in schlechter Druck- und Satzqualität vorliegenden und fehlerbehafteten, teilweise auch vergriffenen Bände neu herauszugeben. Ursprünglich waren sie mit elektrischer Schreibmaschine geschrieben und die Formeln per Hand eingesetzt. Im Projekt wurde der Text neu in Latex gesetzt und dabei kleinere Fehler korrigiert. Außerdem waren die Originale in Französisch und nicht in der den meisten Mathematikern vertrauteren Wissenschaftssprache Englisch. Die Société Mathématique de France wollte sie drucken, am Ende verweigerte aber Grothendieck, der sich in den 1990er Jahren vollkommen in ein kleines Pyrenäendorf zurückgezogen hatte, seine Zustimmung (nach seinem Tod einigte man sich darauf dies zu übergehen). Gescannte Versionen (William A. Stein u. a.) waren und sind aber Online zugänglich. Der neu gesetzte Band 1 erschien 2004, Band 2 2005 im ArXiv Preprint-Archiv. Die Arbeiten an Band 3 (Philippe Gille, Patrick Polo) und Band 4 (Y. Laszlo) waren auch abgeschlossen.
Nicht alle Themen seiner Seminare und Vorlesungen wurden in den SGA veröffentlicht, zum Beispiel gab es Dix Exposés sur la cohomologie des schémas (niedergeschrieben von Kleiman, nachdem John Coates nach dem für Grothendieck üblichen genauen Korrekturverfahren entnervt aufgab).

## Einzelbände
In Klammern steht die Übersetzung des Titels, die Bände enthalten aber auch verschiedene andere Themen.
- SGA 1 (Étale Fundamentalgruppe): Alexander Grothendieck, Michèle Raynaud[10]: Revêtements étales et groupe fondamental, Documents Mathématiques (Paris) 3, Paris: Société Mathématique de France, und Lecture Notes in Mathematics 447, Springer Verlag 1971 (447 Seiten), Arxiv (Herausgeber Bas Edixhoven, Anmerkungen von Michel Raynaud). Das Seminar 1960/61 (noch in Paris).
- SGA 2 (Lokale Kohomologie kohärenter Garben und lokale und globale Lefschetz-Sätze): Alexander Grothendieck, Michèle Raynaud: Cohomologie locale des faisceaux cohérents et théorèmes de Lefschetz locaux et globaux, Documents Mathématiques (Paris), 4, Paris: Société Mathématique de France, und North Holland/Masson 1968 (287 Seiten), Arxiv (herausgegeben von Yves Laszlo)
- SGA 3 (Gruppenschemata): Alexander Grothendieck, Michel Demazure: Séminaire de Géométrie Algébrique du Bois Marie - 1962–64 - Schémas en groupes, Band 1, Lecture Notes in mathematics 151, Springer Verlag (564 Seiten), Band 2, Lecture Notes in Mathematics 152 (654 Seiten), Band 3, Lecture Notes in Mathematics 153 (529 Seiten), 1970. Namentlich erwähnte Mitarbeiter waren Michael Artin, José Bertin, Pierre Gabriel, Michel Raynaud, Jean-Pierre Serre. Demazure promovierte 1962 bis 1964 bei Grothendieck, danach war er in Straßburg und er betrachtet auch SGA 3 als etwas außerhalb der Hauptlinie von SGA liegend.[11]
- SGA 4 (Topos-Theorie und Étale Kohomologie von Schemata): Alexander Grothendieck, Michael Artin, Jean-Louis Verdier: Séminaire de Géométrie Algébrique du Bois Marie - 1963–64 - Théorie des topos et cohomologie étale des schémas, Band 1, Lecture notes in mathematics 269, 1972 (525 Seiten), Band 2, Lecture Notes in mathematics 270 (418 Seiten), Band 3, Lecture Notes in Mathematics 305 (640 Seiten), Springer Verlag 1972. Grothendieck hatte Michael Artin 1961 bei seinen Vorlesungen an der Harvard University getroffen und beide entwickelten im Dialog das Konzept der Ètale Kohomologie. Das Seminar 1963/64, das sie mit Verdier leiteten, war dem Thema gewidmet. Erwähnt als Mitarbeiter wurden Pierre Deligne, Bernard Saint-Donat und der fiktive Nicholas Bourbaki.
- SGA 4½ (Étale Kohomologie): Pierre Deligne: Séminaire de Géométrie Algébrique du Bois Marie - Cohomologie étale, Lecture Notes in mathematics 569, Springer 1977 (312 Seiten) Im Vorwort von 1976 schreibt Deligne, dass das Buch das Verständnis l-adischer Kohomologie für Nicht-Spezialisten erleichtern soll, ohne auf SGA 4 und 5 zurückzugreifen, aber in Anschluss an diese Seminare und spätere, und es außerdem neue Resultate präsentiert. Namentlich für Beiträge erwähnt werden Jean-François Boutot (Vorlesungsausarbeitung aus Arcata), Grothendieck, Verdier (aus dessen Buch über derivierte Kategorien) und Illusie (von denen Deligne Resultate präsentiert). Deligne schrieb darin einige die Beweise der Resultate in SGA 5, die er für seinen Beweis der Weil-Vermutungen benutzte, um.
- SGA 5 (L-adische Kohomologie und L-Funktionen): Alexander Grothendieck: Séminaire de Géométrie Algébrique du Bois Marie - 1965–66 - Cohomologie l-adique et Fonctions L, Lecture Notes in mathematics 589, Springer Verlag 1977 (484 Seiten). Namentlich erwähnte Mitarbeiter waren Luc Illusie, der 1964 als Topologie-Experte aus Paris an das Seminar kam, Jean-Pierre Serre, Ionel Bucur, Christian Houzel, Jean Pierre Joanolou und Pierre Gabriel.
- SGA 6 (Schnitttheorie und Satz von Riemann-Roch): Alexander Grothendieck, Pierre Berthelot, Luc Illusie: Séminaire de Géométrie Algébrique du Bois Marie - 1966–67 - Théorie des intersections et théorème de Riemann-Roch, Lecture Notes in mathematics 225, Springer Verlag 589 (700 Seiten) Namentlich genannt werden Daniel Ferrand, Jean Pierre Joanolou, Olli Jussila, Steven Kleiman, Michel Raynaud, Jean-Pierre Serre.
- SGA 7 (Monodromiegruppen und algebraische Geometrie): Alexander Grothendieck: Séminaire de Géométrie Algébrique du Bois Marie - 1967–69 - Groupes de monodromie en géométrie algébrique, Band 1, Lecture Notes in mathematics 288 (523 Seiten), Band 2, von Pierre Deligne, Nicholas Katz, Lecture Notes in Mathematics 340 (438 Seiten), 1973. Namentlich genannt werden in Band 1 Michel Raynaud und Dock Sang Rim (in diesem Teil hatte noch Grothendieck die Leitung, er war aber noch 1968/69 im Seminar sehr aktiv[12]), der zweite Teil nennt nur Deligne und Katz. Letzter kam 1968 als Post-Doc an das IHES und wurde von Grothendieck, der damals noch etwa einmal pro Woche an das IHES kam, um Besucher zu empfangen, mit Vorträgen über Lefschetz Pencils beauftragt. In Recolts et Semailles (14.1.3) übte Grothendieck später heftige Kritik an dieser Aufteilung von SGA 7 (er hatte den Eindruck, Deligne wollte ihn aus dem zweiten Teil ausschließen, obwohl er nach eigenen Worten dort ebenfalls wesentliche Beiträge geleistet hatte), und ebenso an SGA 4 1/2 als Delignes Neufassung von SGA 5 (Recolts et Semailles, 14.2.11).